# 羅賓·羅德·泰勒
羅賓·羅德·泰勒（Robin Lord Taylor，1978年6月4日—）是美國的一位演員和導演。他的代表作品包括《錄取通知書》、《另一個地球》，以及《萬惡高譚市》中企鵝人角色。
羅賓·羅德·泰勒於2016年出櫃，承認其男同性戀身份。他已婚多年，並佩戴婚戒。

## 電影作品
| 電影 | 電影                    | 電影                              | 電影   | 電影 |
| 年份 | 電影名稱                | 電影名稱                          | 角色   | 備註 |
| 年份 | 電影名稱（中文）        | 電影名稱（英文）                  | 角色   | 備註 |
| ---- | ----------------------- | --------------------------------- | ------ | ---- |
| 2019 | 《捍衛任務3：全面開戰》 | John Wick: Chapter 3 – Parabellum | 管理者 |      |

## 外部連結
- 羅賓·羅德·泰勒在互联网电影资料库（IMDb）上的資料（英文）
- 羅賓·羅德·泰勒 在电视指南
- Robin Lord Taylor profile （页面存档备份，存于）, tv.com
- Robin Lord Taylor Twitter profile （页面存档备份，存于）